# Intervencija Varšavskog pakta u Čehoslovačkoj
Intervencija Varšavskog pakta u Čehoslovačkoj, vojnim imenom Akcija Dunav, bila je udružena invazija Sovjetskoga Saveza, NR Poljske, NR Mađarske, NR Bugarske i Njemačke Demokratske Republike, koje su uključivanjem oko 500 000 vojnika obustavile 1968. godine demokratske reforme u Čehoslovačkoj. Komunističko vodstvo Čehoslovačke na čelu s Alexanderom Dubčekom tijekom Praškoga proljeća 1968. godine u stanovitoj mjeri je bilo odstupilo od „recepata” za postupanje u gospodarstvu i društvenim odnosima kakvi su bili uspostavljeni u Sovjetskom Savezu, kao vodećoj komunističkoj zemlji - što su vodstvo SSSR-a i njegovih bliskih saveznika ocijenili neprihvatljivim i dovoljnim razlogom za invaziju na savezničku i prijateljsku zemlju. Intervencija je uslijedila nakon što su se u čehoslovačkom tisku pojavili članci u kojima se kritiziralo ponašanje Sovjetskoga Saveza.
Od zemalja Varšavskoga pakta, jedino su SR Rumunjska i NSR Albanija odbile sudjelovati u napadu na Čehoslovačku. Snage Njemačke Demokratske Republike pripremile su se za napad, ali im je nekoliko sati pred invaziju iz Moskve stigla zapovijed o neulaženju na teritorij Čehoslovačke.
Čehoslovačko vodstvo znalo je za pripremu invazije, ali se nadalo situaciju riješiti pregovorima. Nisu poduzete nikakve mjere za obranu zemlje od moguće vojne intervencije. Od jedanaestero članova Prezidija Komunističke partije Čehoslovačke, njih šestorica su se, zapravo, pridružilo pozivu da se na Čehoslovačku izvrši invazija, kako bi se u toj zemlji održala komunistička vladavina.
Nakon što je oko 250 000 stranih vojnika provalilo 20. kolovoza 1968. na tlo Čehoslovačke, a sovjetski padobranci zauzeli zračnu luku u Pragu, Predsjednik Prezidija Komunističke partije Čehoslovačke Alexander Dubček pozvao je narod i vojne snage svoje zemlje da se suzdrže od pružanja otpora. Tijekom raspoređivanja stranih vojnih snaga dolazilo je ipak do nereda, u kojima je pobijeno 137 čehoslovačkih državljana.
Dubček i drugi vodeći dužnosnici uhićeni su i odvedeni na „konzultacije” u Moskvu. Potom je Dubček vraćen i načelno je upravljao Čehoslovačkom do 1969. godine, u vrijeme dok je oko 400 000 članova KPČ izbačeno iz njenih redova - dakle, i iz bilo kakvoga angažmana na upravljačkim mjestima - pod paskom onih komunista koji su najspremnije surađivali sa Sovjetskim Savezom.
Nakon intervencija, iz Čehoslovačke se iselilo oko 300 000 ljudi, u velikome broju stručnjaci. Zapadne zemlje primile su izbjeglice, redom radnike i stručnjake iz gospodarstva koje je u to vrijeme bilo među tehnološki najnaprednijima u svijetu, te koji su znali i htjeli vlastitim radom osigurati svoje uzdržavanje.
Zapadne zemlje osudile su intervenciju Varšavskoga pakta, ali na ne odveć uvjerljiv način: nije na Zapadu postojala neka spremnost za sukob s komunističkim blokom u Europi. S velikim je ogorčenjem, međutim, odgovorila Narodna Republika Kina, koja je osudila tzv. „Brežnjevljevu doktrinu”, prema kojoj je Sovjetski Savez mogao napasti bilo koju komunističku zemlju, ako smatra kako tijek događaja u toj zemlji ugrožava komunističku vladavinu i odanost Sovjetskome Savezu. Kineski Premijer Zhou Enlai posve će otvoreno napasti SSSR zbog njegove „fašističke politike, šovinizma velike sile, nacionalnog egoizma i socijalnog imperijalizma”, a vođa Komunističke partije Kine Mao Ce-tung opisat će napad na Čehoslovačku kao uvertiru u takav napad na Narodnu Republiku Kinu. Potom će Kina doći u loše odnose sa SSSR-om, u čemu će je od komunističkih zemalja slijediti jedino NSR Albanija.
Nakon intervencije, naveliko se nagađalo hoće li Varšavski ugovor napasti i Jugoslaviju. Za razliku od vodstva Čehoslovačke, jugoslavensko vodstvo pripremilo se za obranu zemlje, u čemu je možda moglo računati i na određenu potporu zapadnih zemalja. Naposljetku, Jugoslavija - koja je uostalom nakon sredine pedesetih bila u dobrim odnosima sa SSSR-om, makar nije do kraja provodila sovjetske politike - nije bila napadnuta.

## Vanjske poveznice
- Sovjeti su imali plan: Napasti Jugoslaviju - zgazili bi je, Igor Alborghetti, 24 sata, 11. kolovoza 2019., pristupljeno 28. listopada 2019.